# Karl Anders Rossander
Karl Anders Rossander, född 30 januari 1855 i Lemland, Åland, död 1933, var en finländsk orgelbyggare.
Har byggt 25 harmonium och en orgel.

## Biografi
Karl Anders Rossander föddes den 30 januari 1855 och döptes den 1 februari. Han var son till skräddaren Anders Rossander och Catharina Rosina Jansdotter i Söderby, Lemland. Rossander flyttar 1876 till Ämnäs, Finström. Gifter sig 31 januari 1877 med Gustava Andersdotter. De flyttar 1877 till Lemland.